# Parafia Najświętszej Maryi Panny z Fatimy w Ciechanowcu
Parafia pw. Najświętszej Maryi Panny z Fatimy w Ciechanowcu – rzymskokatolicka parafia należąca do dekanatu Szepietowo, diecezji łomżyńskiej, metropolii białostockiej. Siedziba parafii mieści się w Ciechanowcu.

## Historia
Parafia została erygowana 29 czerwca 1998 z terenu parafii Kuczyn. Obecnym proboszczem jest ks. Tomasz Tymiński. 

## Obszar parafii

### Miejscowości i ulice
W granicach parafii znajdują się miejscowości:
- Kozarze (2 km),
- Nowodwory (3 km)

oraz ulice Ciechanowca:

- Akacjowa,
- Brzozowa,
- Czyżewska,
- Pl. Jana Pawła II,
- Klonowa,
- Kozarska,
- Kuczyńska,
- Lipowa,
- Łomżyńska,
- Młyńska,
- Mogilna,
- Pałacowa,
- Polna,
- Ralkowa,
- Sosnowa,
- Świerkowa,
- Uszyńska